# HMS Formidable (1939)
HMS Formidable – brytyjski lotniskowiec z okresu II wojny światowej. Zwodowany 17 sierpnia 1939 roku jako drugi okręt typu Illustrious. Matką chrzestną okrętu została Lady Kingsley-Wood, żona ówczesnego sekretarza ds. lotnictwa. Oficjalnie HMS „Formidable” wszedł do służby w Royal Navy 24 listopada 1940 roku.

## Przebieg służby

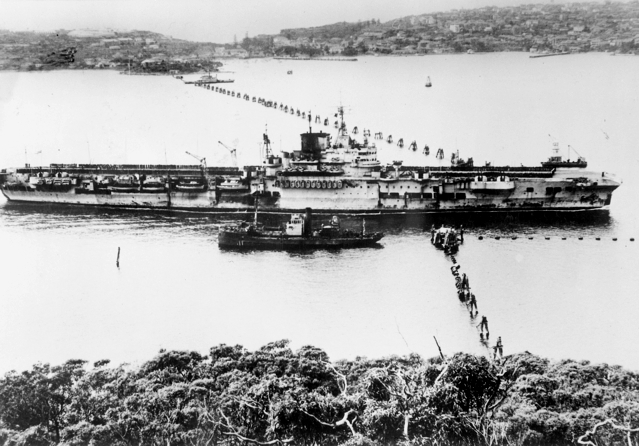
HMS Formidable w Sydney, 1945 rok

Początkowo lotniskowiec służył w Home Fleet na Atlantyku, biorąc udział w bezowocnych poszukiwaniach niemieckich krążowników pomocniczych. Stąd też został na początku stycznia 1941 roku skierowany do Floty Śródziemnomorskiej adm. Cunninghama z bazą w Aleksandrii. Podczas rejsu do Egiptu (trasą wokół Afryki) samoloty pokładowe okrętu zaatakowały włoskie porty nad Morzem Czerwonym: Kismaju, Mogadiszu i Massaua. W marcu 1941 HMS „Formidable” brał udział w bitwie u przylądka Matapan. Załogi samolotów startujących z pokładu lotniskowca w trzech atakach przeprowadzonych przeciw okrętom włoskim 28 marca 1941 uszkodziły torpedami pancernik „Vittorio Veneto” oraz krążownik ciężki „Pola”. 26 maja 1941 okręt uczestniczył w akcji na wodach Dodekanezu, gdzie jego samoloty zbombardowały włoskie lotnisko na wyspie Scarpanto (obecnie Karpatos). Tego samego dnia wycofujące się siły brytyjskie zostały zaatakowane przez Luftwaffe. W bitwie powietrznej strącono 6 niemieckich bombowców nurkujących Ju-87, jednak lotniskowiec otrzymał dwa bezpośrednie trafienia 500 kg bombami. Na pokładzie zginęło 12, a rannych zostało 10 marynarzy. Po prowizorycznych naprawach w Aleksandrii HMS „Formidable” został odesłany do Stanów Zjednoczonych, gdzie od sierpnia do listopada przeszedł remont w stoczni Norfolk Navy Yard w Wirginii. Po jego zakończeniu podczas rejsu przez Atlantyk 16 grudnia okręt doznał uszkodzeń na skutek kolizji z bliźniaczym HMS „Illustrious” i musiał przejść kolejne naprawy w Wielkiej Brytanii.
Od marca do sierpnia 1942 HMS „Formidable” działał na wodach Oceanu Indyjskiego. Potem powrócił na Morze Śródziemne, gdzie w składzie Force H działającej z Gibraltaru brał udział w operacjach: Torch, Husky oraz Avalanche. M.in. 17 listopada 1942 u wybrzeży Algierii samoloty pokładowe lotniskowca zatopiły niemieckiego U-Boota U-331 (odpowiedzialny za zatonięcie rok wcześniej pancernika HMS „Barham”).

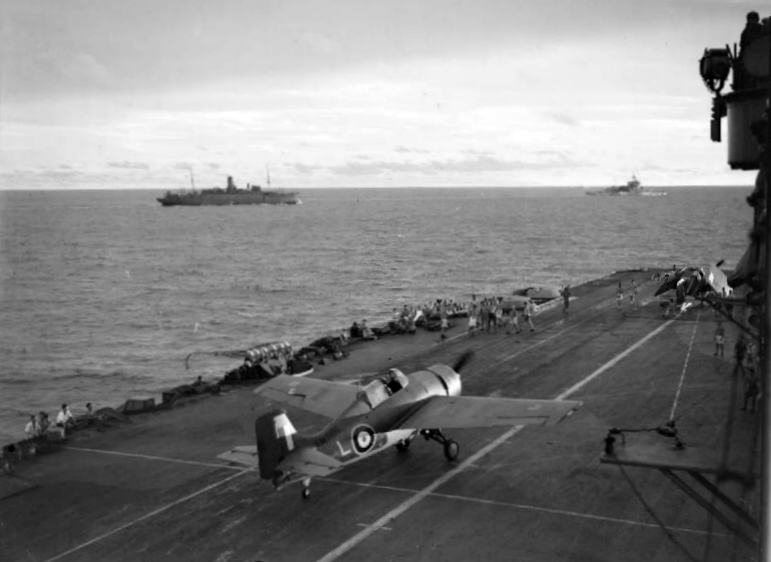
Samolot Grumman Martlet na pokładzie HMS „Formidable”

Po zakończeniu służby na Morzu Śródziemnym i krótkiej służbie konwojowej w Arktyce HMS „Formidable” trafił na początku 1944 roku do czteromiesięcznego remontu. Od czerwca 1944 okręt ponownie wszedł w skład Home Fleet. W lipcu i sierpniu 1944 brał udział w operacjach mających na celu zatopienie niemieckiego pancernika „Tirpitz”: Mascot (17 lipca 1944) i Goodwood (22 sierpnia 1944). We wrześniu 1944 lotniskowiec znów udał się na Morze Śródziemne, lecz ze względu na zakończenie walk na tym akwenie został skierowany na Daleki Wschód.
1 marca 1945 HMS „Formidable” wpłynął do portu w Sydney. Działając w składzie Brytyjskiej Floty Pacyfiku, brał udział w inwazji na Okinawie (operacja Iceberg). 4 maja lotniskowiec został trafiony przez japoński samolot kamikaze, jednak dzięki opancerzonemu pokładowi lotniczemu okręt nie utracił zdolności bojowej, usuwając uszkodzenia w ciągu 5 godzin. Podobny atak miał miejsce 9 maja, ale w tym przypadku w pożarze hangaru po trafieniu przez kamikaze zniszczeniu uległo 16 samolotów. 17 maja poważne szkody wywołał na lotniskowcu wybuch w hangarze samolotu Avenger, spowodowany przypadkowymi strzałami z myśliwca Corsair. Pożar uszkodził siedem Avengerów i 21 Corsairów. Po krótkim remoncie 1 lipca 1945 HMS „Formidable” ponownie dołączył do składu Brytyjskiej Floty Pacyfiku, tym razem jako okręt flagowy kontradm. Philipa Viana. W lipcu samoloty pokładowe lotniskowca brały udział w intensywnych atakach na Tokio i okolicę.
Po zakończeniu wojny okręt przewoził jeńców brytyjskich z Japonii do Australii oraz zdemobilizowanych żołnierzy z Australii do Wielkiej Brytanii. W marcu 1947 roku HMS „Formidable” został w Portsmouth przeniesiony do rezerwy (tzw. unmaintained reserve – bez konserwacji i opieki).
W kwietniu 1947 roku sformułowano plan kompleksowej modernizacji lotniskowca, jako pierwszego z lotniskowców typu Illustrious, w celu dostosowania go do bazowania nowych samolotów odrzutowych. W 1948 roku rozpoczęto jego demontaż w tym celu. Analiza jednak wykazała, że okręt ma pozostałości uszkodzeń bojowych oraz defekty wału napędowego, a jego kadłub uległ degradacji w okresie odstawienia, i zdecydowano zamiast niego przebudować „Victorious”. Ostatecznie 11 listopada 1953 kadłub sprzedano na złom firmie Shipbreaking Industries.

## Samoloty będące na wyposażeniu okrętu
- styczeń 1941: 33 samoloty – Fairey Fulmar i Fairey Albacore
- lipiec 1942: Grumman Martlet (888 NAS), Fairey Albacore (820 NAS)[1]
- listopad 1942: Grumman Martlet (888 i 893 NAS), Supermarine Seafire (885 NAS), Fairey Albacore (820 NAS)[1]
- lipiec 1944: 40 samolotów – 16 Vought F4U Corsair, 24 Fairey Barracuda
- sierpień 1944: Vought Corsair (1841 i 1842 NAS), Fairey Barracuda (826 i 827 NAS)[1]
- maj 1945: Vought Corsair (1841 i 1842 NAS), Grumman Avenger (848 NAS)[1]
- lipiec 1945: Vought Corsair (1841 i 1842 NAS), Grumman Hellcat (1844 NAS), Grumman Avenger (848 NAS)[[1]

NAS – Naval Air Squadron, morski dywizjon lotniczy lub morska eskadra lotnicza.